# Кука (посёлок станции, Забайкальский край)
Кука — поселок станции в Читинском районе Забайкальского края России. Входит в состав сельского поселения «Яблоновское». Основан в 1937 году.

## География
Поселок находится в западной части района на расстоянии примерно 41 километр (по прямой) на юго-запад от города Читы. 
Климат
Климат характеризуется как резко континентальный с продолжительной холодной малоснежной зимой и коротким тёплым летом. Среднегодовая температура воздуха составляет −4,3 — −2,5 °С. Средняя многолетняя температура самого холодного месяца (января) составляет −28 — −20 °С, температура самого тёплого (июля) — 15 — 18 °С. Среднегодовое количество осадков — 300—400 мм.
Часовой пояс
Поселок Кука находится в часовой зоне МСК+6. Смещение применяемого времени относительно UTC составляет +9:00.

## Население
Постоянное население составляло 356 человек в 2002 году (русские 99%), 147 человек в 2010 году.  

## Инфраструктура
Действует начальная школа и фельдшерско-акушерский пункт.